# De Gans (Utrecht)
De Gans is een verdwenen molen in de Nederlandse stad Utrecht.

## Geschiedenis
De Gans werd in 1754 gebouwd aan de huidige Gansstraat. Hij verving daarbij op die locatie een onbruikbaar geraakte molen. Molen De Gans was een ronde stenen `wintkoornmolen'. 
In 1920 werd de molen gesloopt. De gevelsteen van De Gans is in de collectie van het Centraal Museum opgenomen. Daarop staat onder meer een gans afgebeeld met een tekst. 